# Trabajo de emociones
El trabajo de las emociones se entiende como el arte de intentar cambiar en grado o calidad una emoción o sentimiento. 
El trabajo emocional puede definirse como el manejo de los propios sentimientos o el trabajo realizado en un esfuerzo por mantener una relación;  existe una disputa sobre si el trabajo emocional es solo un trabajo que se realiza para regular las propias emociones o se extiende a realizar el trabajo emocional para otros. 

## Hochschild
Arlie Russell Hochschild, quien introdujo el término en 1979, distinguió el trabajo emocional (trabajo emocional no remunerado que una persona realiza en la vida privada) del trabajo emocional: trabajo emocional realizado en un entorno laboral remunerado.   El trabajo emocional tiene valor de uso y ocurre en situaciones en las que las personas eligen regular sus emociones para su propio beneficio no compensado (por ejemplo, en sus interacciones con familiares y amigos). Por el contrario, el trabajo emocional tiene valor de cambio porque se comercializa y se realiza a cambio de un salario. 
En un desarrollo posterior, Hochschild distinguió entre dos tipos amplios de trabajo emocional y entre tres técnicas de trabajo emocional. Los dos tipos amplios implican la evocación y supresión de emociones, mientras que las tres técnicas de trabajo emocional que describe Hochschild son cognitivas, corporales y expresivas.
Sin embargo, el concepto (si no el término) se remonta a Aristóteles: como vio Aristóteles, el problema no está en la emocionalidad, sino en lo apropiado de la emoción y su expresión. 

## Ejemplos
Ejemplos de trabajo emocional incluyen mostrar afecto, disculparse después de una discusión, plantear problemas que deben abordarse en una relación íntima o cualquier tipo de relación interpersonal y asegurarse de que el hogar funcione sin problemas.
El trabajo emocional también implica la orientación de uno mismo y de los demás para que estén de acuerdo con las normas aceptadas de expresión emocional: el trabajo emocional a menudo lo realizan familiares y amigos, quienes presionan a los individuos para que se ajusten a las normas emocionales.  Podría decirse, entonces, que la máxima obediencia y/o resistencia de un individuo a aspectos de los regímenes emocionales se hacen visibles en su trabajo emocional. 
Las normas culturales a menudo implican que el trabajo emocional está reservado para las mujeres.  Ciertamente hay evidencia de que el manejo emocional que hacen mujeres y hombres es asimétrico;  y que, en general, las mujeres llegan al matrimonio preparadas para desempeñar el papel de gestoras emocionales. 

## Crítica
El teórico social Victor Jeleniewski Seidler sostiene que el trabajo emocional de las mujeres es simplemente otra demostración de falsa conciencia bajo el patriarcado, y que el trabajo emocional, como concepto, ha sido adoptado, adaptado o criticado hasta tal punto que corre el peligro de convertirse en un " cliché general". 
En términos más generales, el concepto de trabajo emocional ha sido criticado como una simplificación excesiva de los procesos mentales como la represión y la negación que ocurren continuamente en la vida cotidiana. 

## Análogos literarios
Rousseau en La nueva Eloísa sugiere que el intento de dominar instrumentalmente la propia vida afectiva siempre resulta en un debilitamiento y en algún momento en la fragmentación de la propia identidad, incluso si el trabajo emocional se realiza según la exigencia de principios éticos. 

## Otras lecturas
- Hochschild, Arlie Russell (1983). The managed heart: commercialization of human feeling. Berkeley: University of California Press. ISBN 9780520054547.

- Datos: Q5373756